# 다카하시정 (구마모토현)
다카하시정(일본어: 高橋町)은 일본 구마모토현 북부, 호타쿠군에 있던 촌이다.

## 역사
- 1889년 4월 1일 - 정촌제 시행에 의해 아키타군 다카하시정이 성립하였다.
- 1896년 - 군제 시행에 수반해 다쿠마군과 합병해 호타쿠군이 되었다.
- 1944년 2월 11일 - 이케노우에촌, 조잔촌과 합병해 산와정이 되었다.

## 학교
- 高橋小学校（のちの高橋尋常小学校、現在の熊本市立高橋小学校）

## 참고 문헌
- 角川日本地名大辞典編纂委員会, 『角川日本地名大辞典 43 熊本県』1987, 角川書店